# Ngựa Paso Fino
Ngựa Paso Fino là một giống ngựa hạng nhẹ có dáng di chuyển tự nhiên và có niên đại từ ngựa nhập khẩu vào vùng biển Caribbe từ Tây Ban Nha. Ngựa Paso được đánh giá cao về dáng đi tự nhiên uyển chuyển, điệu đà, tự nhiên, bốn nhịp; chúng được sử dụng trong nhiều ngành, nhưng đặc biệt phổ biến cho việc cưỡi ngựa. Ở Hoa Kỳ, hai nhóm ngựa chính được gọi là "Paso Fino": Một con ngựa, còn được gọi là Puerto Rico Fino (PPR), có nguồn gốc từ Puerto Rico. Nhóm còn lại, thường được gọi là Colombia Fino hoặc Colombia Criollo Horse (CCC), được phát triển ở Colombia. Mặc dù có dòng dõi từ các tổ tiên Tây Ban Nha tương tự, hai nhóm đã phát triển độc lập với nhau ở các quốc gia của chúng. Hai nhóm này thường xuyên được lai tạo ở Hoa Kỳ và châu Âu. Trong những năm gần đây, một xu hướng đã phát triển chăn nuôi bảo tồn ưu tiên để bảo tồn các dòng máu không pha loãng của mỗi nhóm. Ngựa Paso Fino rất linh hoạt và được sử dụng trong nhiều lĩnh vực cũng thường được sử dụng cho các cuộc thi cưỡi ngựa và thi kéo xe.